# Listă de dansatori renumiți

## Balet

### A
- Carlos Acosta (* 1973),  .dansator,.coreograf
- Marie Allard (1742–1802),  .dansator la Teatrul de operă și balet din Paris
- Alicia Alonso (* 1920),  .prima balerină, .director,.coreograf
- Nino Ananiaschwili (* 1963), .prima balerină,.coreograf
- Gasparo Angiolini (1731–1803),  .dansator, .coreograf,
- La Argentina (1890–1936),  .balet-.dansator,.coreograf
- Frederick Ashton (1904–1988),  .dansator,.coreograf

### B
- George Balanchine (1904–1983), .dansator,.coreograf
- Mikhail Baryshnikov (* 1948), .dansator,.coreograf
- Maurice Béjart (1927-2007)  .dansator, .coreograf,.director
- Hannelore Bey (* 1941),  .dansator
- Émilie Bigottini (1784-1858),  .dansator
- Roberto Bolle (* 1975),  .dansator
- Heinz Bosl (1946–1975),  .dansator
- August Bournonville (1805–1879),  .dansator,.coreograf
- Guillermina Bravo (*1923),  .dansator, .coreograf,.director
- Erik Bruhn (1928–1986),  .dansator,.coreograf
- Darcey Bussell (1969),  .dansator
- Elke Back (*1944),  .dansator

### C
- Ursula Cain (*1927),  .dansator,.pedagog
- Marie Camargo (1710-1770),  .dansator
- Barbara Campanini (1721-1799),  .dansator
- Leslie Caron (*1931),  .dansator,.actor
- Gloria Castro, kolumbianische .dansator,-.maerstru
- Cyd Charisse (1921–2008),  .balet-,.dansator
- Alina Cojocaru (1981),  .dansator
- Dean Collins (1917-1984),  .coreograf
- Mia Čorak Slavenska (1916–2002), ,US- .dansator, Prima Balerina
- Joaquín Cortés (* 1969),  .dansator, .dansator,.coreograf
- John Cranko (1927–1973),  .dansator,.coreograf
- Richard Cragun (* 1944), .dansator

### D
- Jean Dauberval (1742–1806),  dansator .coreograf
- Gisela Deege  .dansator, .partener cu Hans von Kusserow,Edel von Rothe
- Jutta Deutschland (* 1958),  .dansator, prima balerină
- Anthony Dowell (* 1943),  .dansator,.coreograf
- Marie Duronceray (1727–1772),  .dansator
- André Doutreval  dansator, .director,.coreograf
- Nacho Duato (* 1957),  .dansator,.coreograf, la Compania Nacional de Danza, Madrid, Nederlands Dans Theater,Haag
- Jorge Donn (1947-1992) .dansator

### E
- Eva Evdokimova (1948–2009), US- .dansator,.prima balerină
- Fanny Elssler (1810–1884),  .dansator

### F
- Amalia Ferraris (1830–1904),  balerină
- Alessandra Ferri (* 1963),  .dansator
- Eugénie Fiocre (1845–1908),  .dansator
- Michel Fokine (1880–1942),  .dansator,.coreograf
- Margot Fonteyn (1919–1991),  .dansator, Prima Ballerina Assoluta
- Carla Fracci (*1936),  .prima balerină

### G
- Adeline Genée (1878–1970),  .dansator
- Yvonne Georgi (1903–1975),  .dansator
- Carl Godlewski (1862–1949), deutsch- .maestru de dans,.coreograf
- Alexander Godunov (1949–1995),  .dansator
- Carlotta Grisi (1819–1899), .dansator,  Giselle
- Tatjana Gsovsky (1901–1993), .dansator, .coreograf,.maestru de dans
- Sylvie Guillem (* 1965), dansatoare, coreograf [1]
- Marie-Madeleine Guimard (1743-1816),  .dansator
- Roland Gawlik  Tänzer, .maestru de dans,.director

### H
- Parwin Hadinia (* 1965), schweizerisch- .dansator,.coreograf, Moderner Tanz
- Dawn Hampton (* 1928),  Jazz-.muzician, .dansator,.scenarist
- Joseph Haßreiter (1845–1940),  .maestru de dans,.coreograf
- Marcia Haydée (* 1937), brasilianische .dansator, .coreograf,.director
- Melissa Hayden (1923–2006), kanadische .dansator
- Anna Friedrike Heinel (1753–1808),  .dansator
- Lo Hesse (1889–1983),  .dansator
- Benno Hoffmann (1919–2005),  .dansator
- Hilde Holger (1905-2001), maestru de dans, coregraf
- Anna Huber (* 1965),  .dansator,.coreograf

### J
- Zizi Jeanmaire (* 1924),  .dansator

### K
- Beatrice Knop (* 1972),  .dansator , în Berlin
- Birgit Keil (* 1944),  .dansator
- François Klaus, .dansator,.coreograf, .solist,John Cranko, John Neumeier,  .director în Berna, și Queensland Ballet
- Lisa Kretzschmar,  .dansator,.coreograf, .balet,
- Marianne Kruuse,  .dansator, ..solist, John Neumeier
- Hans von Kusserow (1911–2001),  .dansator
- Nina Kavoosi   .prima balerină de la  Royal Academy of Dancing London,
- Mathilda-Maria Kschessinskaja (1872–1971),  .dansator Prima Ballerina Assoluta

### L
- Katharina Lanner (1829–1908),  .dansator
- Josefina Lavalle (* 1926),  .dansator, .coreograf,.director
- Pierina Legnani – (1863-1923),  .dansator, Prima Ballerina Assoluta
- Olga Lepeschinskaja (1916–2008), –  .dansator
- Lior Lev (* 1969),  .dansator,.coreograf
- Lydia Lopokova (1892–1981),  .dansator
- Cläre Lotto (1893–1952),  .dansator
- Jean-Baptiste Lully (1632–1687),  .compozitor,.coreograf  Tänze
- Lucia Lacarra (*1975)  .dansator, în 2006,2008-.premiul Faust
- Maria Litto – (1919–1996), .dansator, .dansator, .actor, Prima Ballerina
- Luis Pereyra (*1965),  Tänzer,.coreograf, Tango Argentino,

### M
- Kenneth MacMillan (1929–1992),  .dansator,.coreograf
- Natalja Romanowna Makarowa (*1940),  .dansator
- Vladimir Malakhov (* 1968),  .dansator,.coreograf
- Frankie Manning (1914-2009), US- Tänzer, .maestru de dans,.coreograf
- Alicia Markova (1910–2004),  .dansator
- Léonide Massine (1896–1979),  .dansator,.coreograf
- Oliver Matz (* 1962),  .dansator, Direktor der Tanz Akademie Zürich
- Jekaterina Sergejewna Maximowa (1939-2009),  .dansator
- Igor Moissejew (1906–2007),  .dansator
- Adele Muzzarelli (* 1816–1885),  .dansator
- Jessica Mezey  .dansator,Prima Ballerina, New York/Düsseldorf

### N
- Nicole Nau (* 1963), Tango Argentino,, .dansator  Abstammung
- John Neumeier (* 1942),  .dansator,.coreograf
- Vaslav Nijinsky (1889–1950),  .dansator,.coreograf,
- Jean Georges Noverre (1727–1810),  maestru de dans
- Rudolf Nurejev (1938–1993),  .dansator,.coreograf

### O
- Natalja Ossipowa (*1986),  .dansator
- Clairemarie Osta (*1970), étoile des Pariser Opern.balets

### P
- Anna Pawlowa (1881–1931),   .dansator, Ballerina
- Roland Petit (* 1924),  .dansator,.coreograf
- Eva Petters (* 1971),  .dansator, Ausdrucks.dansator,.solist la Wiener Staatsoper
- Maya Plisetskaya (* 1925 - 2015),  .dansator,.coreograf
- Olga Preobrajenska (* 1871–1962),  .dansator, Prima Ballerina
- Françoise Prévost (ca. 1680–1741),  .dansator, Prima Ballerina
- Luis Pereyra (*1965),  dansator,.coreograf pentru Tango Argentino, Folklore

### R
- Edel von Rothe (1925–2008),  .dansator
- Robert Muraine-dansator popping

### S
- Marie Sallé (um 1707-1756),  .dansator
- James Saunders (1946–1996),dansator,.coreograf
- Sonia Santiago (* 1966),  .dansator, .maestru de dans
- Mario Johannes Schäfer (* 1972),  .dansator
- Steffi Scherzer (* 1957),  .dansator
- Lilly Scheuermann (* 1945),  .dansator
- Martin Schläpfer (* 1959), dansator,.coreograf
- Johanna Schlenker(-John) .prima balerină,  (Semper Oper, Dresda 1935-1938)
- Joachim von Seewitz (1891–1966),  .dansator
- Polina Semionowa (* 1984),  .dansator
- Konstantin Michailowitsch Sergejew (1910–1992),  dansator,.coreograf
- Nikolai Grigorjewitsch Sergejew (1876–1951),  dansator,.coreograf
- Moira Shearer (1926–2006),  .dansator,.actor
- Tom Schilling (* 1928),  Tänzer,.coreograf

### T
- Marie Taglioni (1804–1884),  .dansator
- John Taras (1919–2004),  .dansator,.coreograf
- Ludmilla Tchérina (1924-2004),  .dansator
- Twyla Tharp (* 1941),  .dansator,.coreograf
- Wachtang Tschabukiani (1910–1992), georg. .dansator,.coreograf

### U
- Galina Ulanowa (1910–1998),  .dansator, Prima Ballerina Assoluta
- Ellen Umlauf (1925–2000),  .dansator

### V
- Ninette de Valois (1898–2001),  .dansator,.coreograf,   Royal Ballet
- Anastasia Volocikova, primă-balerină

### W
- Margot Werner (*1937),  .balet-,.dansator
- Grete Wiesenthal (1885–1970),  .dansator, .coreograf,Tanz.pedagog
- Katja Wünsche (*1981),  .dansator

### Z
- Christl Zimmerl (1939-1976),  .dansator

## Vezi și
- Listă de stiluri de dans